# سیب جاسوس شمالی

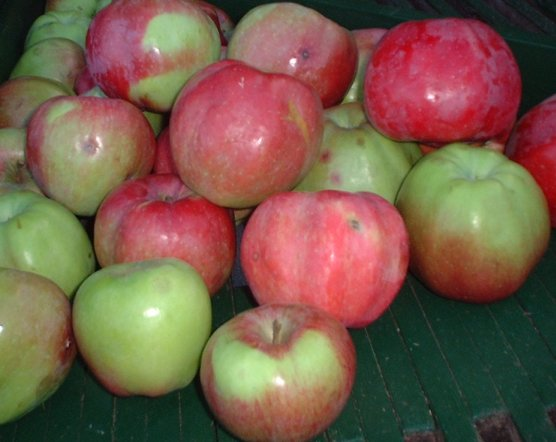
سیب جاسوس شمالی

سیب جاسوس شمالی، که گاهی «سیب پای شمالی» هم نامیده می شودیک رقم از سیب اهلی است که بومی ساحل شمال شرقی ایالات متحده آمریکا و قسمتهایی از میشیگان و انتاریو است. این سیب در شمال ایالت نیویورک محبوب است.

## توصیف
رنگ زمینهٔ پوست سبز است و بخشهایی به شکل نوارهایی از رنگ قرمز سایه وار دارد؛ و نسبتاً دیر در (اواخر اکتبر و بعد از آن) تولید می‌شود. گوشت سفید آن آبدار و ترد است، خوشبو بوده و طعم شیرین آن ملایم و ترشی آن زیادتر است و به خاطر محتوی بالای ویتامین ث آن مورد توجه قرار گرفته‌است. طعم ویژه آن از انواع دیگر سیب‌ها ترش تر است و گوشت آن از انواع دیگری که پوست نازک دارند سخت‌تر است.

## کاربرد
معمولاً در ساختن دسر و پای استفاده می‌شود، اما برای ساخت آب میوه و شراب هم مورد استفاده قرار می‌گیرد. به علاوه، سیب جاسوس شمالی برای انبار کردن هم انتخاب عالی محسوب می‌شود، چون به خاطر دیر رسیدن تمایل به ماندگاری طولانی دارد.